# ソロモン諸島・Sリーグ
ソロモン諸島・Sリーグ (Solomon Islands S-League) もしくはテレコムSリーグ (Telekom S-League) は、2003年に発足したソロモン諸島サッカー連盟(SIFF)が統括するソロモン諸島のサッカーリーグである。2010年に改名されるまで、リーグの名称はソロモン諸島・ナショナルクラブチャンピオンシップという名前だった。

## 概要
リーグには9チームが参加し、2回戦総当たりのリーグ戦を行って優勝チームを決定する。また、優勝したチームにはOFCチャンピオンズリーグの自動出場権が与えられる。

## 参加クラブ（2019）
- コッサFC (ホニアラ)
- FCガダルカナル (ホニアラ)
- ソロモン・ウォリアーズFC (ホニアラ)
- ヘンダーソン・イールズFC (ホニアラ)
- マリストFC (ホニアラ)
- ラウグ・ユナイテッドFC (ホニアラ)
- FCイサベル・ユナイテッド (イサベル州)
- マライタ・キングズFC (マライタ州)
- リアル・カカモラFC (マキラ・ウラワ州)

## 歴代優勝クラブ
参考：RSSSFによるリーグの記録

### ナショナルクラブチャンピオンシップ
- 2003: コロアレFC
- 2004: セントラル・リラスFC
- 2005-06: マリストFC
- 2006-07: コッサFC
- 2007-08: コロアレFC
- 2008-09: マリストFC
- 2009-10: コロアレFC

### テレコムSリーグ
- 2010-11: コロアレFC
- 2011-12: ソロモン・ウォリアーズFC
- 2012-13: 開催されず
- 2013-14: ソロモン・ウォリアーズFC
- 2014-15: ウェスタン・ユナイテッドFC
- 2015-16: ソロモン・ウォリアーズFC
- 2016-2017: マリストFC
- 2017-18: ソロモン・ウォリアーズFC
- 2018: ソロモン・ウォリアーズFC
- 2019-20: ソロモン・ウォリアーズFC